# Skruv
För andra betydelser, se Skruv (olika betydelser)

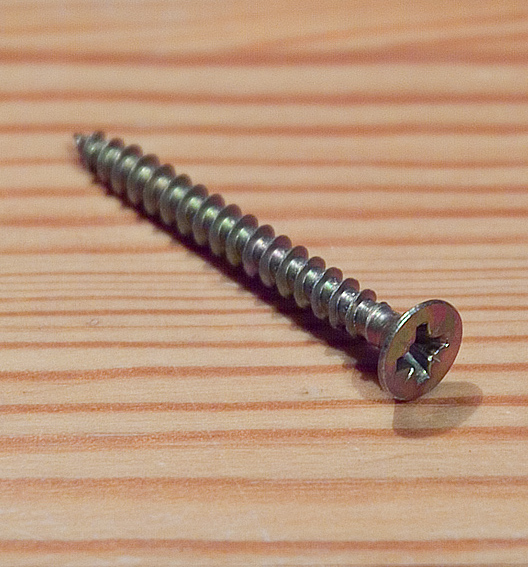
Träskruv för skruvning i trä

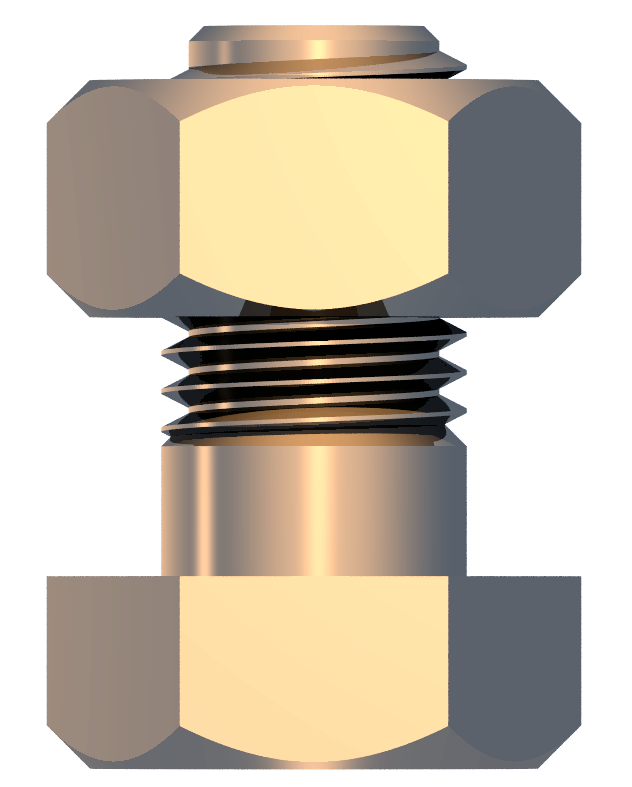
Skruv och mutter

En skruv är en av de enkla maskinerna och ett av de allra mest använda maskinelementen. Skruven som förbandskomponent består av en pinne av trä, metall eller någon polymer, med en gänga, det vill säga ett spiralformat spår. Skruvprincipen har använts i tusentals år, och en från antiken känd applikation är Arkimedes skruv, en transportskruv som används än idag. 

## Arbetsprincip
Skruven har en eller flera gängor som löper i spiral runt centrum, kärnan, vanligen högerrotation för framåtrörelse. I sidovy ses att gängan har en lutning, så att den stiger en gängbredd för varje löpt varv, gängans stigning (gäller enkelgängade skruvar). Skruven använder det lutande planets princip. 
Vid anbringande av vridmoment vid skruvens ända, exempelvis med manuell vridning eller motor, tvingar lutningen fram en axiell rörelse, det sker alltså en växling från rotation till linjär rörelse. Normalt blir förhållandet så att en mindre kraft men större rörelse anbringad för skapa rotation, resulterar i en mindre rörelse men större kraft att ändra skruvens läge i förhållande till godset, muttern eller vadhelst gängan gör ingrepp i eller verkar mot. 
Lutningen är i regel sådan att skruven blir självhämmande, så att en kraft i skruvens axialriktning inte kan få skruven att rotera, eftersom friktionsvinkeln är större än gängans lutning. Skakningar kan emellertid skapa en risk att ett skruvförband öppnar sig. Därför brukar man dra åt skruven så hårt att förspänningen i skruven skapar tillräcklig friktion. Dessutom kan olika gänglåsningsprinciper användas, såsom kontramutter, låsmutter eller gänglåsningsmedel. Vänstergängade skruvar används för att fästa en maskindel som roterar så hastigt att gängning åt andra hållet (än det normala) behövs för att motverka att skruven lossnar.
För speciellt bruk kan man göra en skruv med så stor stigning att en axiell kraft resulterar i rotation.

## Användningsområden i urval
- Omvandling av roterande rörelse till linjär rörelse, rörelseskruv
  - Mekanisk domkraft
  - Bendixkoppling till startmotor
  - Skruvtransportör (som Arkimedes skruv) för vätska, pulver, granulat och flis
  - Korkskruv
  - Mikrometer
  - Spännanordning på en hyvelbänk
  - Matningsskruv på koordinatbord på fräsmaskin och för automatisk verktygsstyrning t.ex. på svarv
  - Snäckväxel, där den momentant linjära rörelsen i snäckhjulets perifer blir en rotation i dess utgående axel.

- Förbandsteknik, skruvningen åstadkommer en fixerande kraft
  - Skruvförband, fästskruvar
  - Glödlampssockel
  - Vantskruv
  - Hopsättning av anpassade delar, exempelvis flasklock, pennor,

## Utförande
Fästelementskruv finns i många olika varianter men kan indelas i två vanliga huvudtyper efter gängans utformning och dess användning - maskinskruv och trä- eller plåtskruv. Medan maskinskruv normalt avses att skruvas in i en motgående godsgänga eller en mutter och har relativt hög hållfasthet, så är trä- eller plåtskruven avsedd att skruvas direkt i ett mjukt underlag alternativt tunt gods med eller utan förborrat hål. Trä- eller plåtskruv är normalt av relativt låg hållfasthet, då användningen i sådana material inte kräver höghållfast stål. Det finns även maskinskruv som är självborrande och självgängande och kan sägas vara en hybrid av de två typerna, gängor som Taptite®. 
De vanligaste maskinskruvarna är cylindriska skallskruvar det vill säga skruvar med huvud. Andra skruvar omfattar pinnskruv, gängad stång, stoppskruv och olika gängade artiklar som ofta inte förspänns. Skallskruvar kan indelas i försänkta huvud och platt huvud med avseende på upplagsytan som tar upp kraften från underlaget vid förspänning. Skallen är försedd med ett verktygsgrepp till exempel utvändig sexkant, invändig sexkant, torx, spår-, stjärn- eller trekantsgrepp. Utförandet med avseende på verktygsingrepp är standardiserat.
Skruvar indelas i en mängd underklasser beroende på utförande och användningsområde.

## Några vanliga skruvtyper förskruvförband

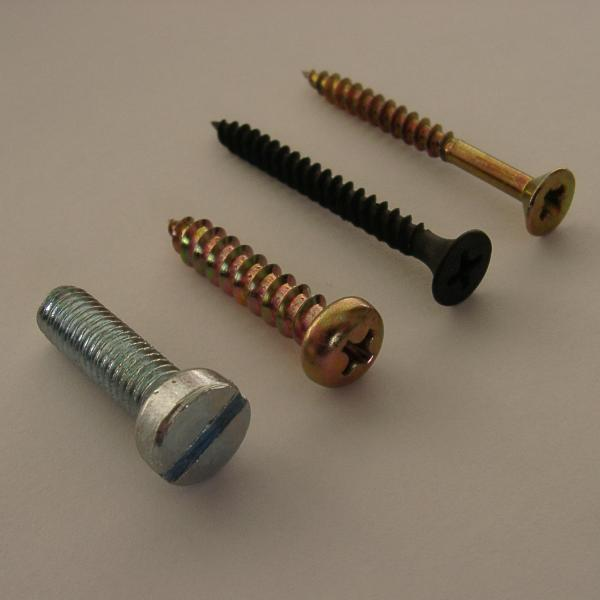
Skruvar - från vänster: spårskruv med cylindriskt huvud, plåtskruv med krysspår, gipsskruv, träskruv

- Maskinskruv eller sexkantskruv: Hel- eller delgängad med sexkantsskalle och mutter för hopmontering av metalldelar. Huvudsakligen cylindrisk. Vardaglig benämning: Bult.[3]
- Passkruv: Delgängad skruv, där den ogängade delen är precisionsbearbetad för att centrera i ett passande hål. Används exempelvis för att fästa in en axel i ett noggrant bestämt läge. Den gängade delen är som en vanlig maskinskruv. Ofta försedd med insexhuvud.
- Stålbyggnadsskruv: Liknande maskinskruv men ofta med andra egenskapskrav. För stålbyggnadsskruv gäller i Europa (och Sverige) standarderna EN 15048 (för icke förspända skruvförband) och EN 14399 (för förspända skruvförband).
- Fransk träskruv: Träskruv i grövre dimensioner med sexkantshuvud, används främst när järndetaljer ska monteras på träkonstruktioner.
- Träskruv: Konisk med vass gänga
- Plåtskruv: Cylindrisk med spets, vass gänga
- Expanderskruv: För att fästa saker i betong
- Haspelskruv: För att fixeras i sitt iskruvade läge av en hasp i ett hål. Nyttan är att förhindra effekter av vibrationer som kan göra att skruven av sig själv gängas ur. Används för att säkra inkopplingen av till exempel släp efter fordon som traktor och lastbil.

Plåtskruv och träskruv kan vid en hastig blick förefalla lika men träskruven har en klenare kärna och djupare gängor som ger bättre fäste i trä som är porösare. Den styrka som plåtskruvens kraftigare kärna ger är inte nödvändig i träkonstruktioner.
Bult används ofta lekmannamässigt och vardagligt som benämning på en lite större cylindrisk skruv, ofta med sexkantshuvud till vilken en mutter skruvas. Enligt fackmannamässig terminologi saknar en bult gängor och låses med exempelvis friktion, en sprint såsom saxpinne eller spännstift.

## Gängor

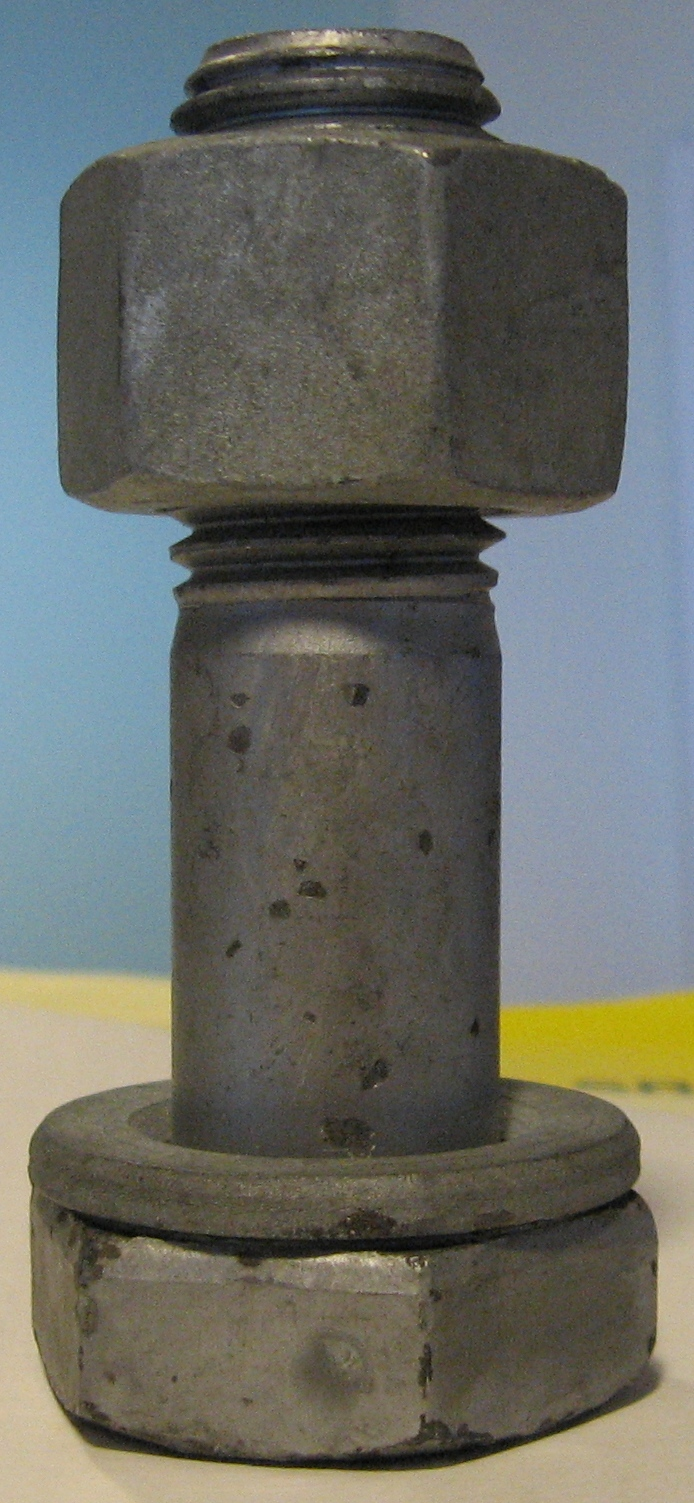
Stålbyggnadsskruv DIN 6914 med DIN 6916 bricka och UNI 5587 mutter.

Skruvgängan har olika standarder för stigning och form (profil):
- Metrisk (grov, medel och fin delning), se M-gänga
- Metrisk rundgänga
- UNC-gänga (Unified grov)
- UNF-gänga (Unified fin)
- Whitworth
- NPT konisk rörgänga
- Trapetsgänga
- Såggänga

Nästan alla skruvar är högergängade, men för speciella funktioner görs vänstergängade skruvar. Exempelvis då sådan vridbelastning förekommer som annars kan lossa skruven, som vänster cykelpedal. Eller då en rotation ska orsaka samtidig rörelse åt motsatta håll, som i vantskruvar.
Metrisk gänga är idag vanligast, standard enligt ISO sedan 1947, men fortfarande används i viss utsträckning tumgängor av olika slag till exempel UNC (Unified Coarse) och UNF (Unified Fine), inom vissa områden, främst i produkter relaterade till USA. Även andra och ibland exotiska gängor existerar till exempel BSA-gänga, vilket står för British Standard Association. Tidigt hade varje tillverkare sin egen gängprofil och stigning, men detta standardiserades vid mitten av på 1800-talet av Joseph Whitworth.

## Hållfasthet

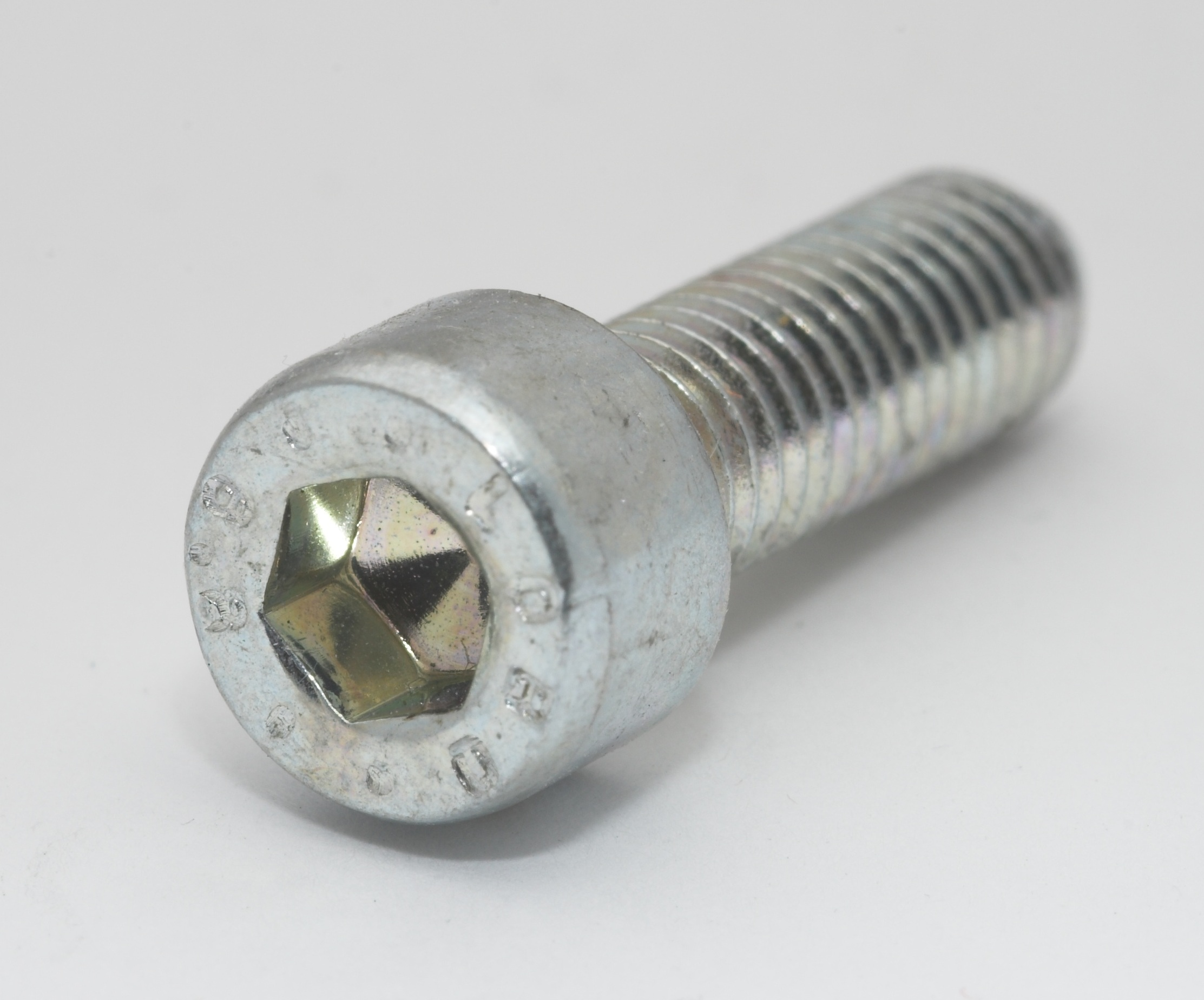
En förzinkad insexskruv med kvalitetsmärkning

Hållfasthetsklasserna för skruvar är standardiserade av ISO, DIN, ANSI och Svensk Standard med flera. Märkning av skruvar görs på skallen för att identifiera kvalitetsklassen. Exempelvis betyder märkningen 6.8 att brottgränsen är 600 MPa och flytgränsen 80 % därav, dvs 480 MPa. En viss stållegering kan förekomma i olika hållfasthetsklasser, beroende på efterbehandling m.m. Användbar yta vid dimensionering är skruvens spänningsarea (en area något större än kärnarean), då det mesta av gängan inte är belastningsupptagande.
I ett hållfasthetsoptimerat förband dras skruven till ca 70 % av sträckgränsen, varför noggrann övervakning av åtdragningsmoment behövs för att flytning inte sker, vilket i så fall kräver utbyte av skruven. För hård åtdragning kan förstöra gängan eller även orsaka brott i skruven. Muttern ska som regel vara starkare än skruven. Risk för utmattning och brottanvisning i gänga är stor i felaktigt åtdraget förband.
För att inte orsaka för stort tryck mellan skalle och underlag vid åtdragning, används ofta en bricka som fördelar kraften på en större yta, och även underlättar åtdragning utan åverkan på godset.
Om en skruv skadas så att den inte kan demonteras normalt, kan flera metoder tillgripas, exempelvis skruvutdragare, mutterspräckare, upphettning till glödande, kapning eller urborrning med omgängning.
En skruv med metrisk gänga märkt 8.8 skall överensstämma med hållfasthetsegenskaperna i SS-EN ISO 898-1:2013 när temperaturområdet är mellan 10 °C och 35 °C. Temperaturer utanför detta område påverkar skruvens egenskaper olika mycket.
För material med hög hållfasthet är det svårt att definiera när sträckgränsen uppnås på grund av kurvans utformning. För att komma till rätta med detta används för metriska fästelement en parallellt förskjuten linje på 0,2 %. Sträckgränsen (förlängningsgränsen Rp0,2) bestäms då vid punkten där den parallella linjen skär kurvan.
De flesta standarder specificerar inte någon övre gräns för hållfasthetsklassen. Den övre gränsen för brottgränsen bestäms indirekt genom standarden med ett max värde för hårdheten. En skruv kan endast uppfylla en hållfasthetsklass.

## Se även

Arkimedes skruv för fast medium. För att en arkimedesskruv skall fungera måste den vara placerad lutande.